# Скельна архітектура Каппадокії

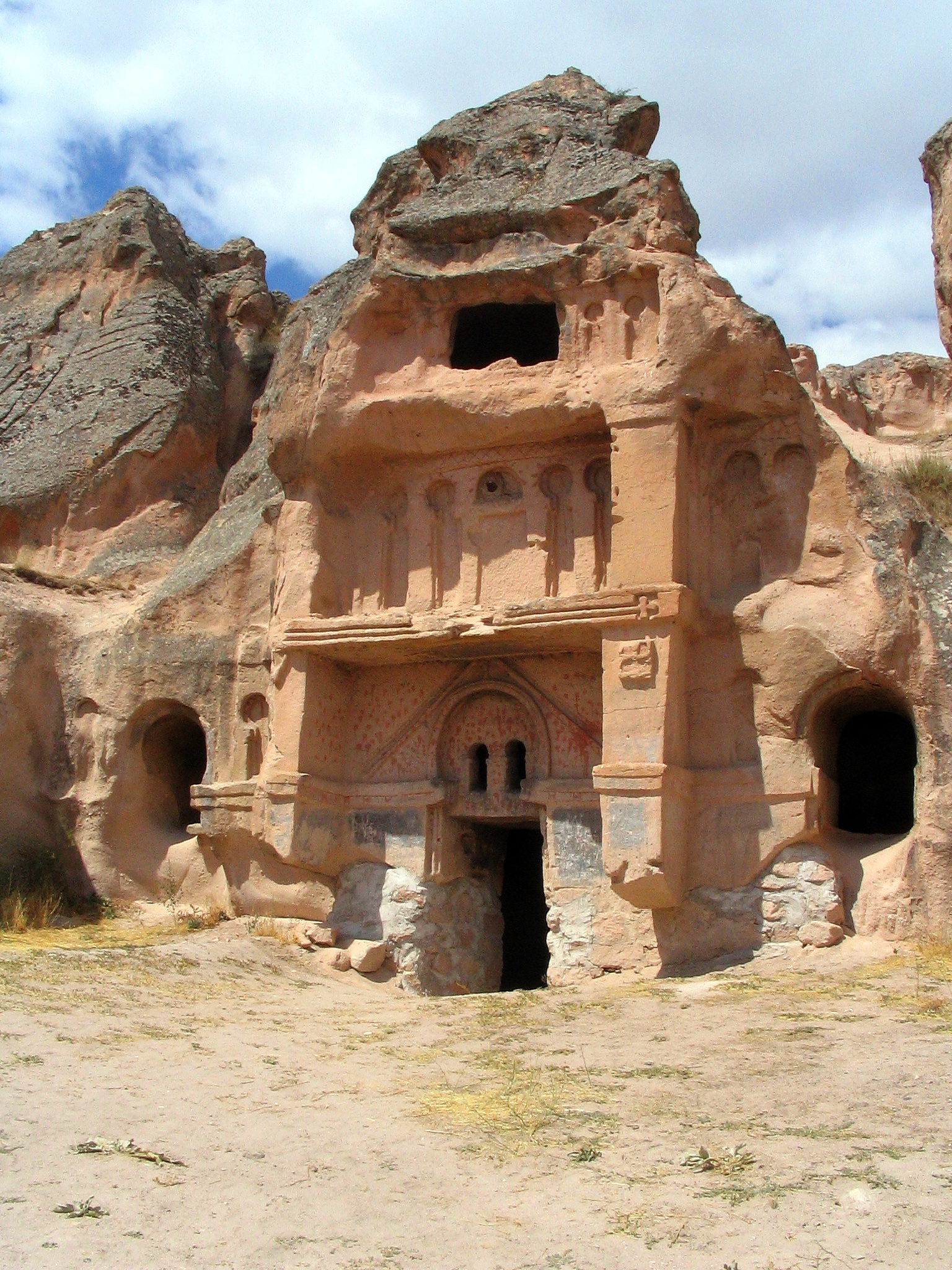
Фасад церкви Ачіксарай в Гюльшехір

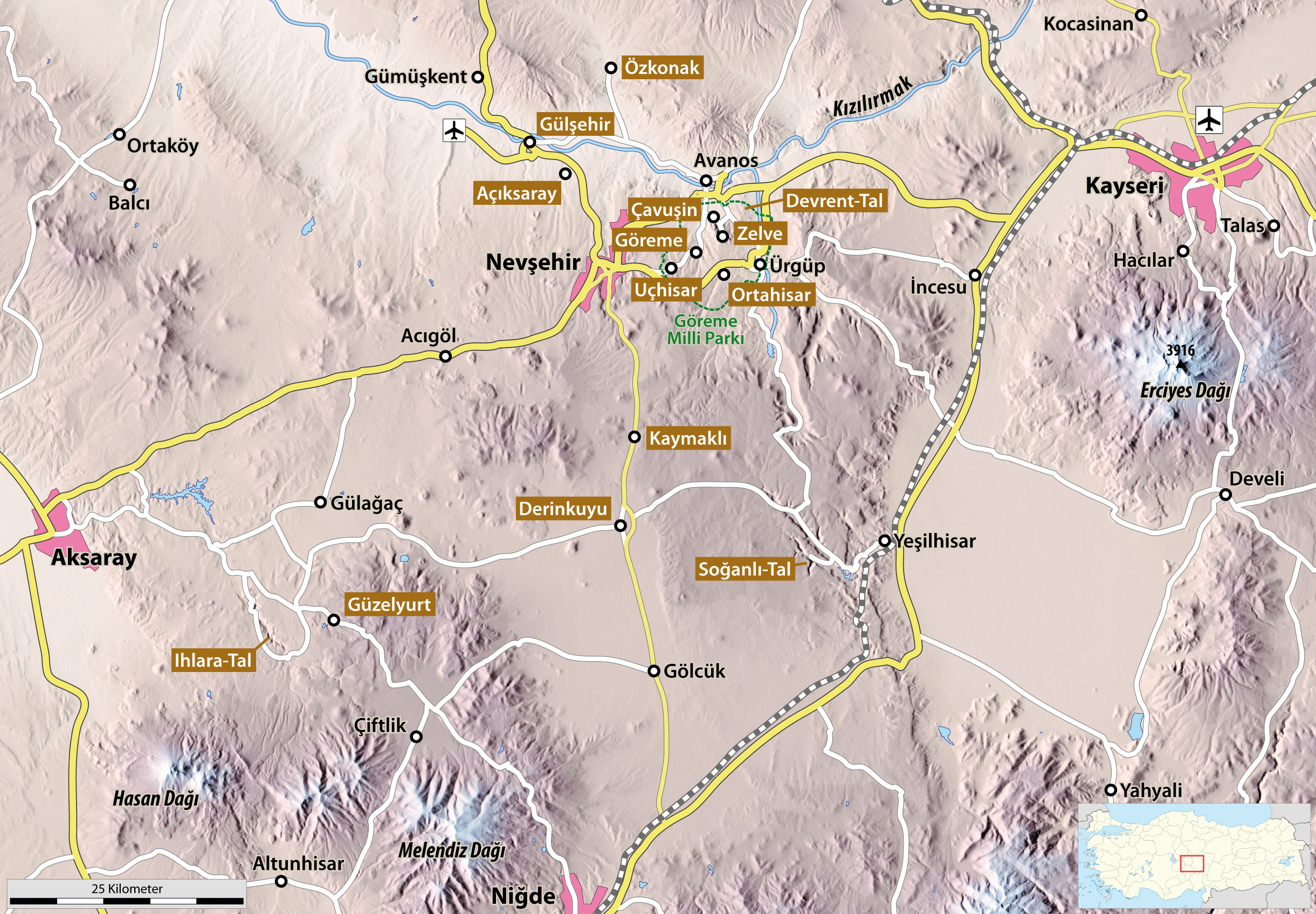
Визначні місця в Каппадокії

Скельна архітектура в Каппадокії в Центральній Туреччині включає житлові та робочі простори, а також сакральні споруди, такі як церкви та монастирі, які були вирізані з ландшафту м'якого туфу.
Гора Ерджіяс до південь від Кайсері, Гасандаг південніше Аксарая, гора Мелендіз в Ніде, і деякі невеликі вулкани вкривали область Каппадокії шаром туфу протягом більше двадцяти мільйонів років, ще в доісторичні часи, після чого ерозія створила відомі скельні утворення регіону. Процес являє собою особливу форму ерозії, яка зачіпає значну частину Туреччини, в якому моноліти вулканічного туфу і ігнімбрити створюють особливо глибокі і круті рельєфи чудернацьких форм. Оскільки цей м'який камінь порівняно простий у роботі, люди, мабуть, вирізали його у землянках до раннього бронзового віку. З часом це прогресувало до створення жилих комплексів, монастирів та цілих підземних міст. Починаючи з 1985 року, «скельні місця Каппадокії» є об'єктом Всесвітньої спадщини ЮНЕСКО.

## Історія

### Праісторія та античність
Відомо, що область Каппадокія була заселена ще в доісторичні часи. Чи були вже зроблені кам'яні зрубки, не ясно. Однак, ймовірно, що в епоху бронзи, коли регіон став частиною хеттської імперії, в скелях були врізані перші проходи та кімнати, а також водойми та, можливо, навіть скиди. У підземному місті Дерінкую було знайдено лише один інструмент геттинського походження, і він, можливо, був доставлений туди пізніше. Найперша згадка про побудови — в «Анабасі» Ксенофонта, де згадуються люди в Анатолії, які будували свої будинки під землею.

### Християнські поселення

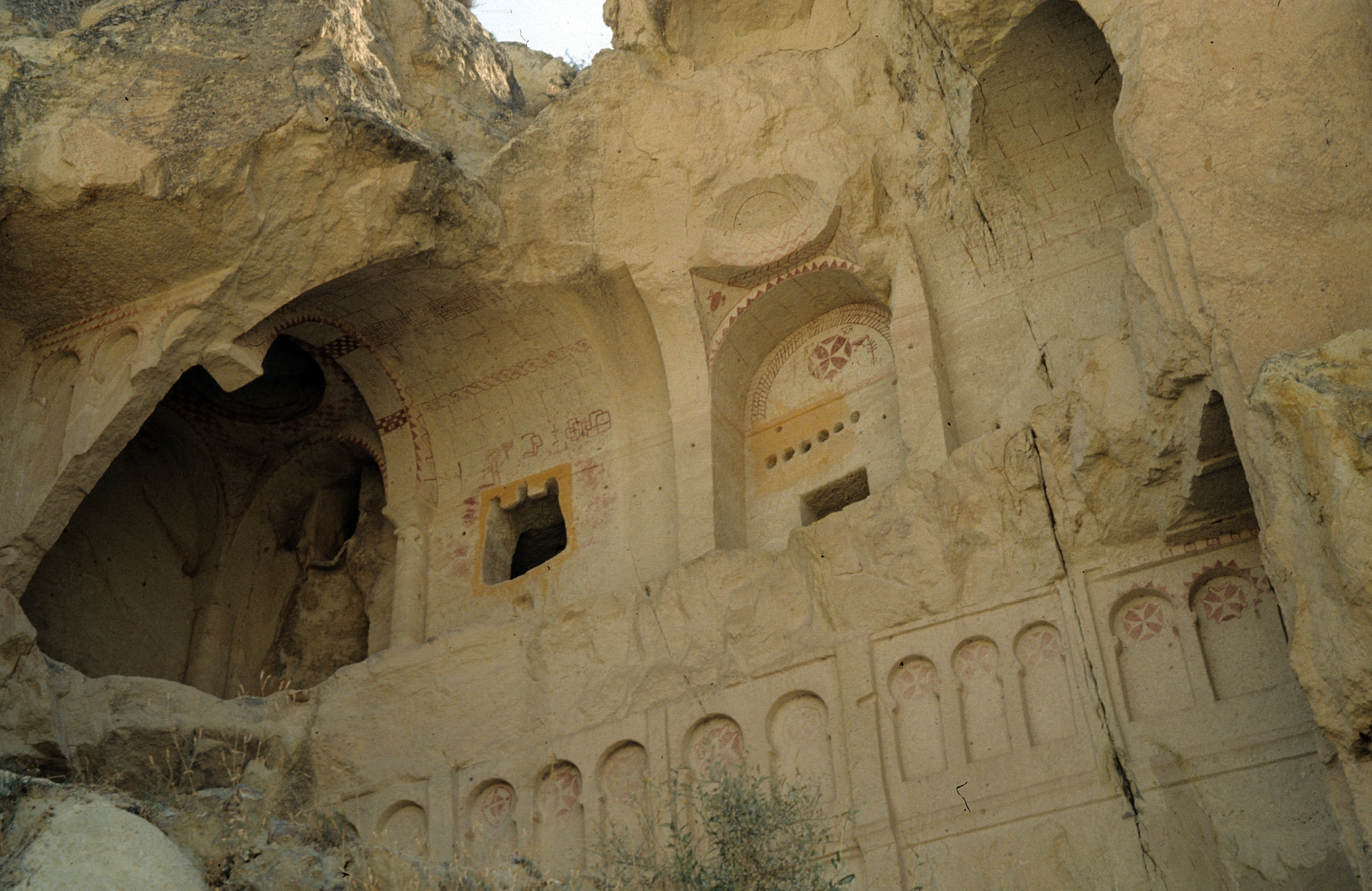
Каранлік Кілісе в Гереме

Первісне християнське заселення регіону відбулося в перших століттях нашої ери, починаючи з відлюдників, які прийшли сюди з християнської громади в Кесарії. Вони або поселялися в печерах, які вже існували, або копали власні поселення у скелях. Оскільки вони шукали усамітнення, а не захисту від ворогів, вони значною мірою зробили свої будинки над рівнем землі. Після того як християнська церква була реорганізована отцями Каппадокійськими (Василій Кесарійський, Григорій Нісський та Григорій Богослов) у четвертому столітті н. е., протягом наступних кількох століть все більші групи християн слідували за ними, поселяючись у Каппадокії та будуючи закриті громади, що означало, що їм потрібно все більше і більше більших житлових та релігійних просторів. Тим часом, у четвертому столітті в Ісаврію вторглись, у V столітті — гуни, а нарешті у VI столітті — сасанідські перси ; у 605 році місто Кесарія було завойовано під час візантійсько-сасанійської війни 602—628 років. Ці вторгнення спричинили інтенсивне будівництво зрубних будівель під і над землею, включаючи цілі міста. Дизайн цих структур в основному формувався з питань безпеки та оборони. З 642 р. араби почали вторгнення в регіон, внаслідок чого християнські громади три століття жили в регіоні, захищаючись від набігів. Врешті-решт візантійці повернули собі контроль над Каппадокією і під їх владою християнство та християнська архітектура в Каппадокії вступили в золоту епоху. До одинадцятого століття в скелях було вирізано приблизно три тисячі церков.
У битві при Манцикерті 1071 року султан- сельджук Алп-Арслан переміг візантійського імператора Романоса IV, ознаменувавши закінчення візантійського правління в Анатолії та початок турецького превалювання в регіоні. Незважаючи на релігійну толерантність сельджуків, це ознаменувало початок занепаду християнства в Каппадокії та тривалий занепад церковної архітектури. Внаслідок поступової еміграції християнських мешканців існуючі монастирі повільно заселяли турецькі фермери, які реконструювали їх відповідно до власних потреб. Оскільки камуфляж та оборона вже були не потрібні, перед входами, які раніше були приховані та непомітні, будували фасади та будинки.
Порізані скелями будинки продовжували використовувати турецькі жителі і у XX столітті — частково через прохолоду в скелях. У 1832 році населенню довелося скористатися підземними містами для захисту від єгипетських військ під час Першої єгипетсько-османської війни. Останні християни, що залишилися, покинули цю територію в 1923 році в рамках обміну населення між Грецією та Туреччиною. Останні турецькі мешканці виїхали з печерного поселення в Зельві в 1950-х роках після землетрусів, що завдали значної шкоди та зробили споруди більш небезпечними. Однак і сьогодні деякі печери в Учісарі, Ортахісарі та долині Соньян досі використовуються, принаймні, у спекотні літні місяці, як правило, із прикріпленим до них будинком.

## Підземні міста

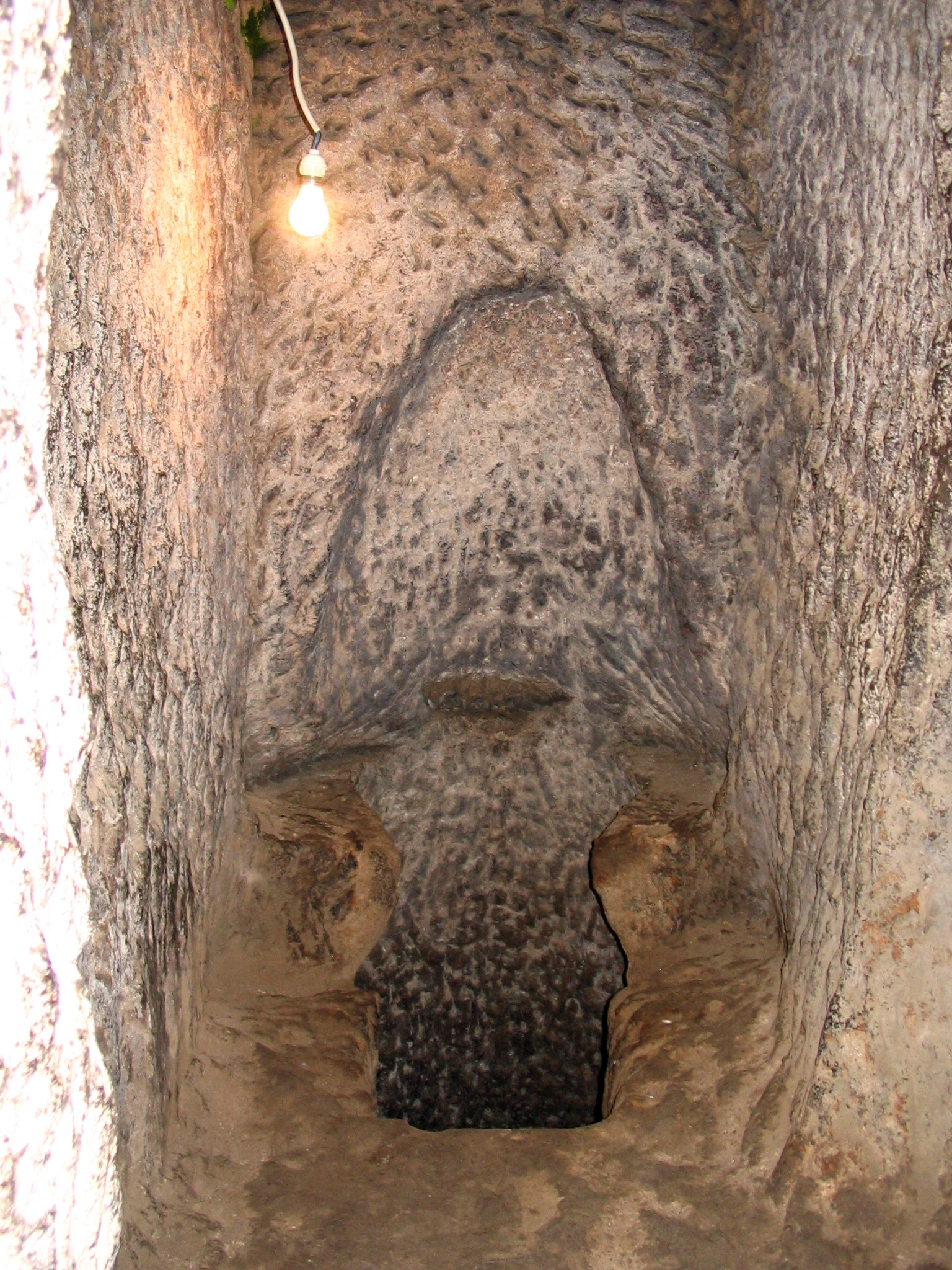
Підземний туалет у

Підземні міста були добре облаштовані для захисту від нападів. Кілька під'їздів були приховані листям і їх не легко було помітити ззовні. Всередині вони мали вигляд лабіринту проїздів, які були неприступними для сторонніх людей, і їх можна було закрити великими скельними дверима, заввишки близько метра і формі млинних каменів. Ці двері були побудовані таким чином, що їх можна було відносно легко перекинути у закрите положення, але не можна було відкрити ззовні. У них був отвір у центрі, який, ймовірно, використовувався як своєрідна вентиляція. У деяких містах в стелі були отвори, через які противник міг напасти зі списами. Міста спускалися до дванадцяти рівнів — понад 100 метрів — під землею і мали все необхідне для тривалої облоги. Верхні поверхи в основному використовувались як конюшня та комора, з постійною температурою близько 10 °C. У стінах печер були посудини для різних видів їжі, а також місця для посудин, в яких можна зберігати рідину. Далі вниз були житлові та робочі приміщення, де зі скелі були вирізані меблі, включаючи сидіння, столи та ліжка. Робочі простори включають прес для вина в Деринкую, ливарний мідь у Каймаклі, а також цистерни та колодязі, які забезпечували запас питної води під час тривалої облоги. Були також в'язниці та туалети.
На глибших поверхах були монастирські келії та церкви. Церкви в підземних містах дуже прості і рідко або ніколи не прикрашаються. Немає настінних розписів, подібних до пізніших, великих церков, як Гереме. Більшість із них має хрестоподібний план, часто з однією або двома апсидами. У кімнатах біля церков в стінах різали гробниці. Щоб забезпечити людей всередині свіжим повітрям для дихання, обігріву та освітлення під час облоги до шести місяців, була створена складна система вентиляційних шахт, яка функціонує і сьогодні. Вони також слугували виходом для диму від приготування їжі на кухнях.

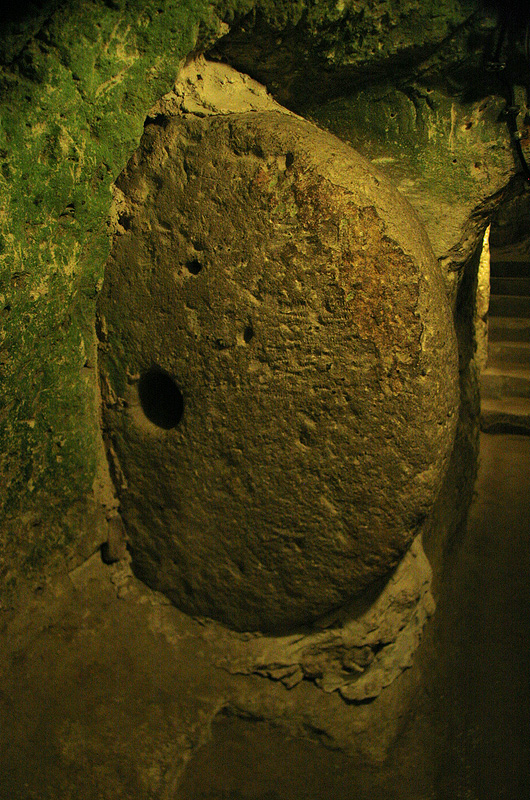
Камінь дверей у Деринкую

У Каппадокії відомі майже сорок підземних міст, лише невелика частина яких зараз публічно доступна для відвідувань. Можуть існувати й нерозкриті міста. Міста, можливо, спочатку були пов'язані один з одним кілометровими проходами, але таких проходів досі не знайдено. Оцінки кількості населення у цих містах різко розходяться і складають від 3 000 до 30 000 людей. Найбільш малодосліджене місто Ецонак, розташоване приблизно в десяти кілометрах на північний захід від Аваноса, мало дев'ятнадцять рівнів і 60 000 жителів, але найвідомішими та найбільш відвідуваними туристами є Деринкую та Каймаклі.

## Замки та міста у скелях

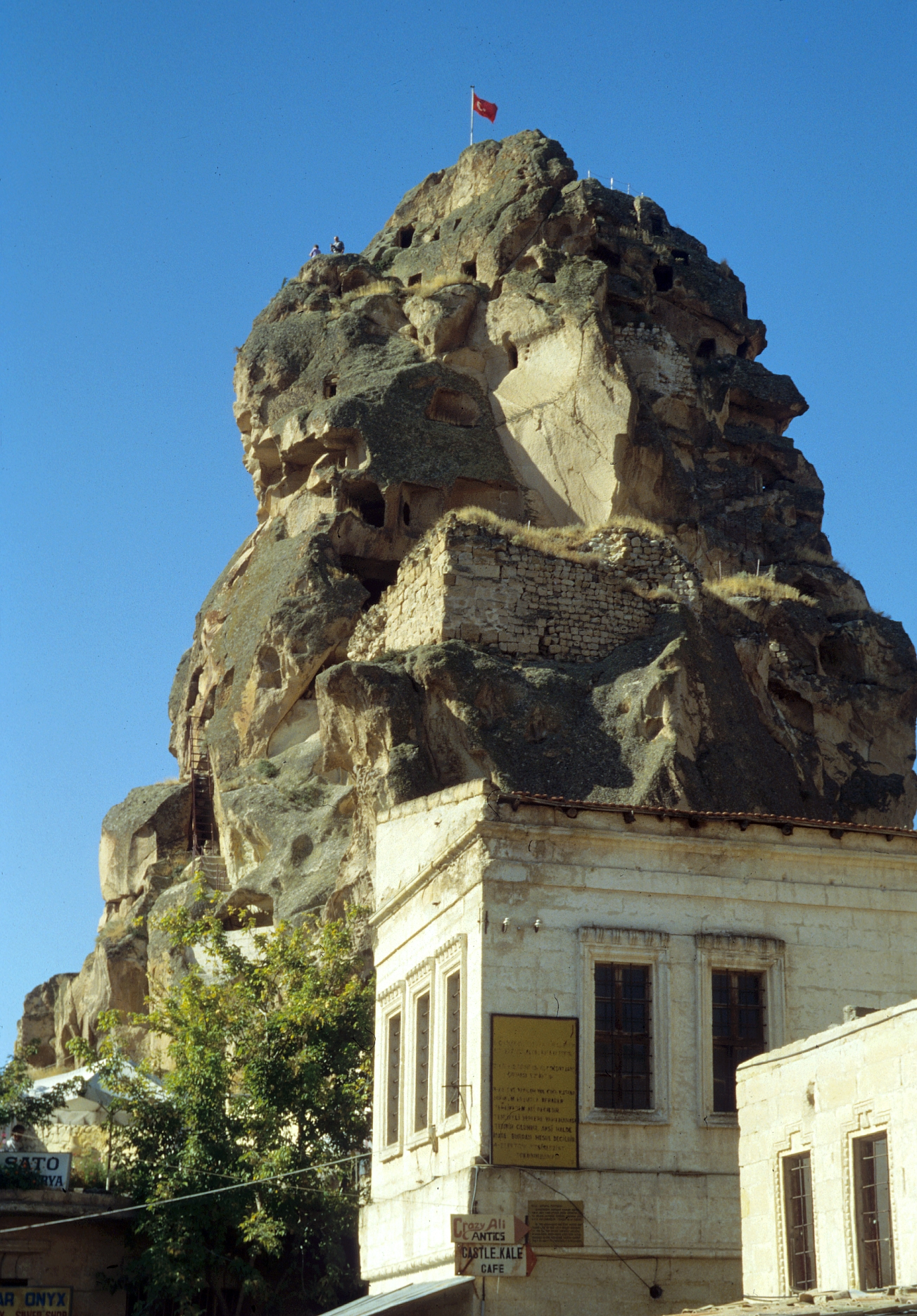
Скельний замок Ортахісар

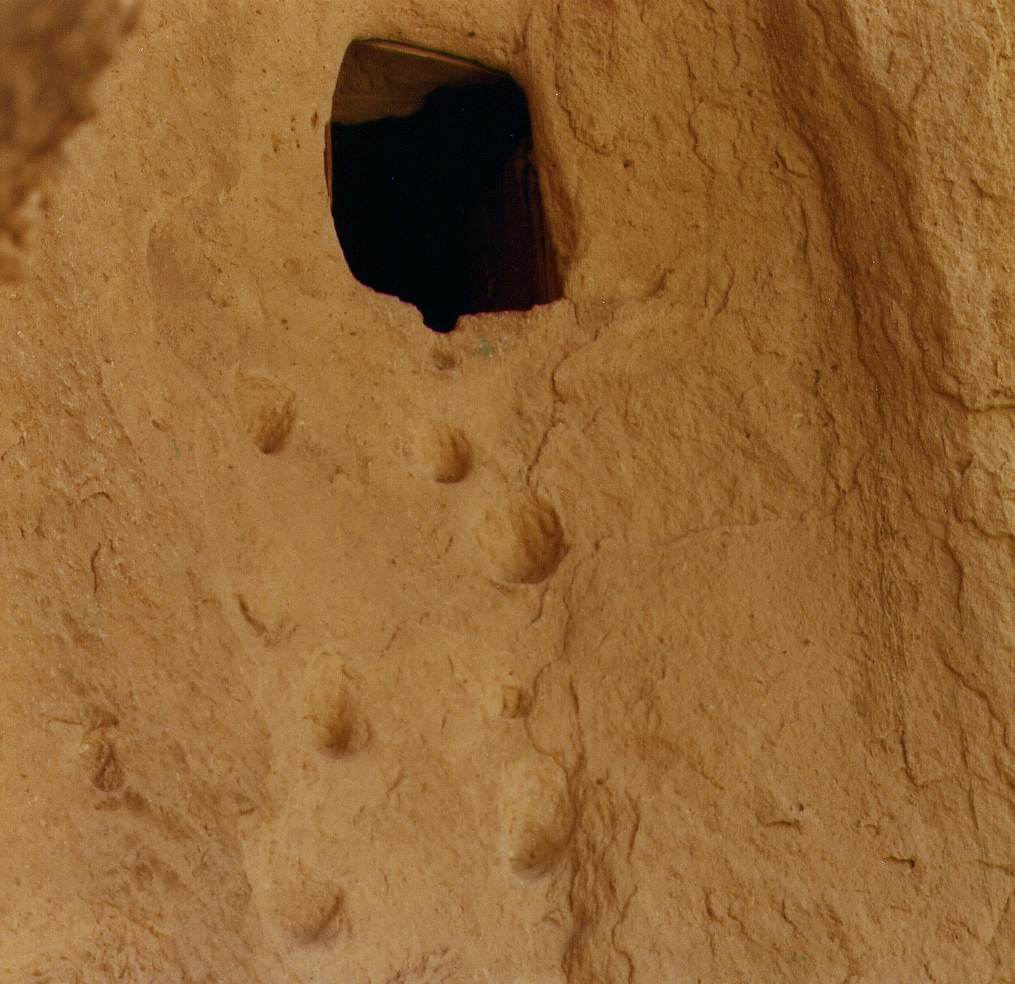
Ручки сходів у Зельві

На відміну від підземних міст — це так звані замки чи замки-гори, як Учісар чи Ортахісар. Внаслідок ерозії та пошкоджень землетрусів їх частини часто зараз зруйновані. Замки також слугували сховищами від небезпеки і могли бути запечатані кам'яними дверима, подібними до дверей підземних міст. Вони могли вмістити близько 1000 осіб. Наземні печери були частково перетворені в будинки, побудовані перед ними, і донині використовуються як конюшні та комори.
Крім того, є також ряд місць, які складаються з резиденцій та інших приміщень, вирізаних у скелі. Найбільше з них є Зельва і найвідомішою є Гьореме, але і цілі міста цих скельних будівель також можна побачити у долині Соньян, Гюльшехірі і Гюзелюрті. Тут підземні міста змішуються з житловими комплексами, монастирями, робочими приміщеннями різного роду та церквами на крутих скелях.

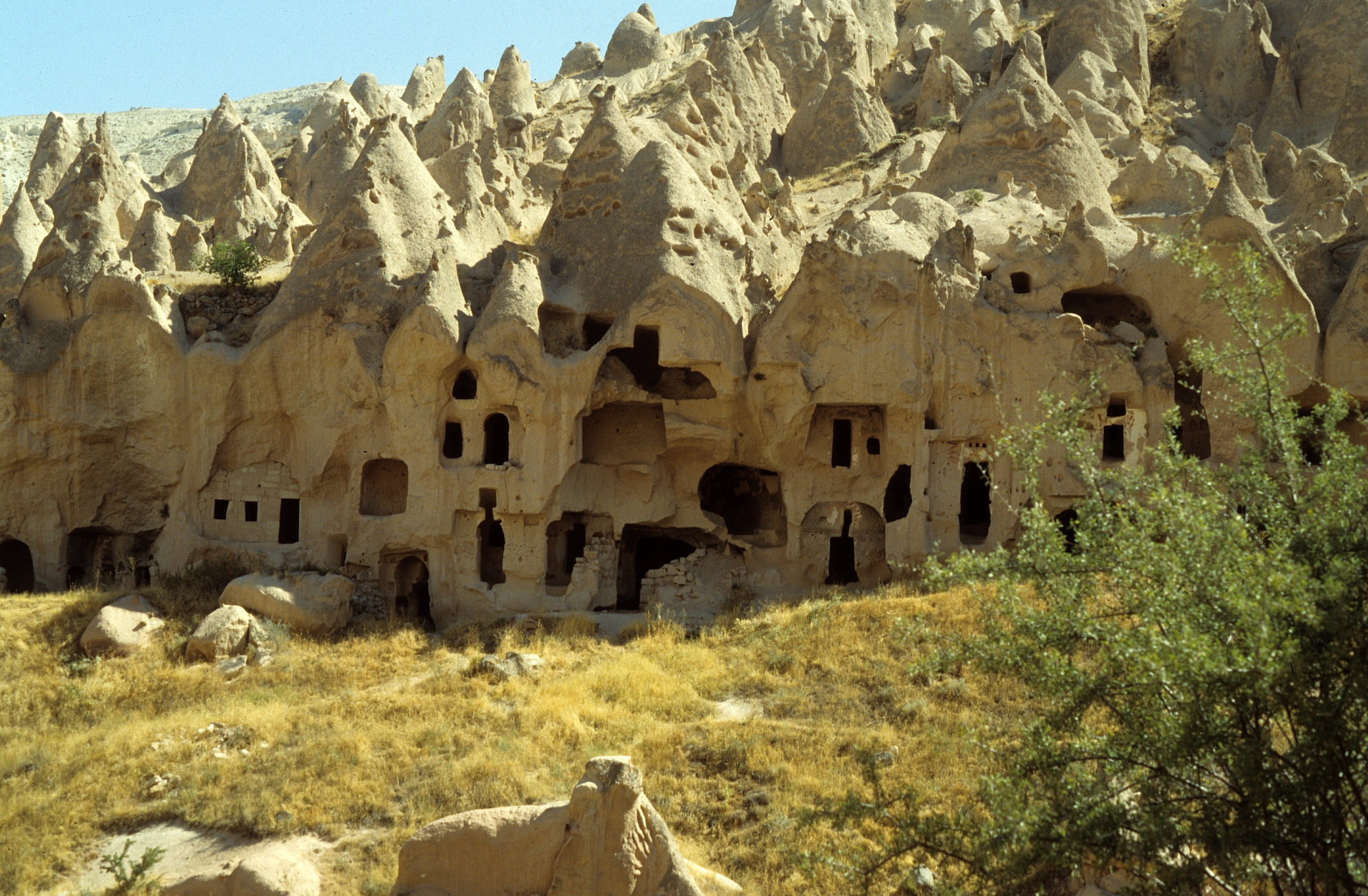
Печери в Зельві

В цих випадках значна частина кімнат з'єднана розгалуженою системою тунелів. Входи зазвичай відкриті, оскільки центральну частину насправді не було приховано, як підземні міста. Тим не менш, вхід іноді ускладнюється тим, що вертикальні обриви облицьовувались за допомогою простих ручок та опор. Всередині внутрішньої тунельної системи теж переміщення ускладнене крутими, вузькими проходами та вертикальними димоходами. У багатьох із цих місць голубники висічені у високих стінах скелі, часто із барвисто пофарбованими вхідними отворами. Колір приваблював би птахів, які потім влаштували в них гнізда. До цих голубників сходили раз на рік важкими маневрами, а потім екскременти птахів збирали для використання як добрив.

## Церкви

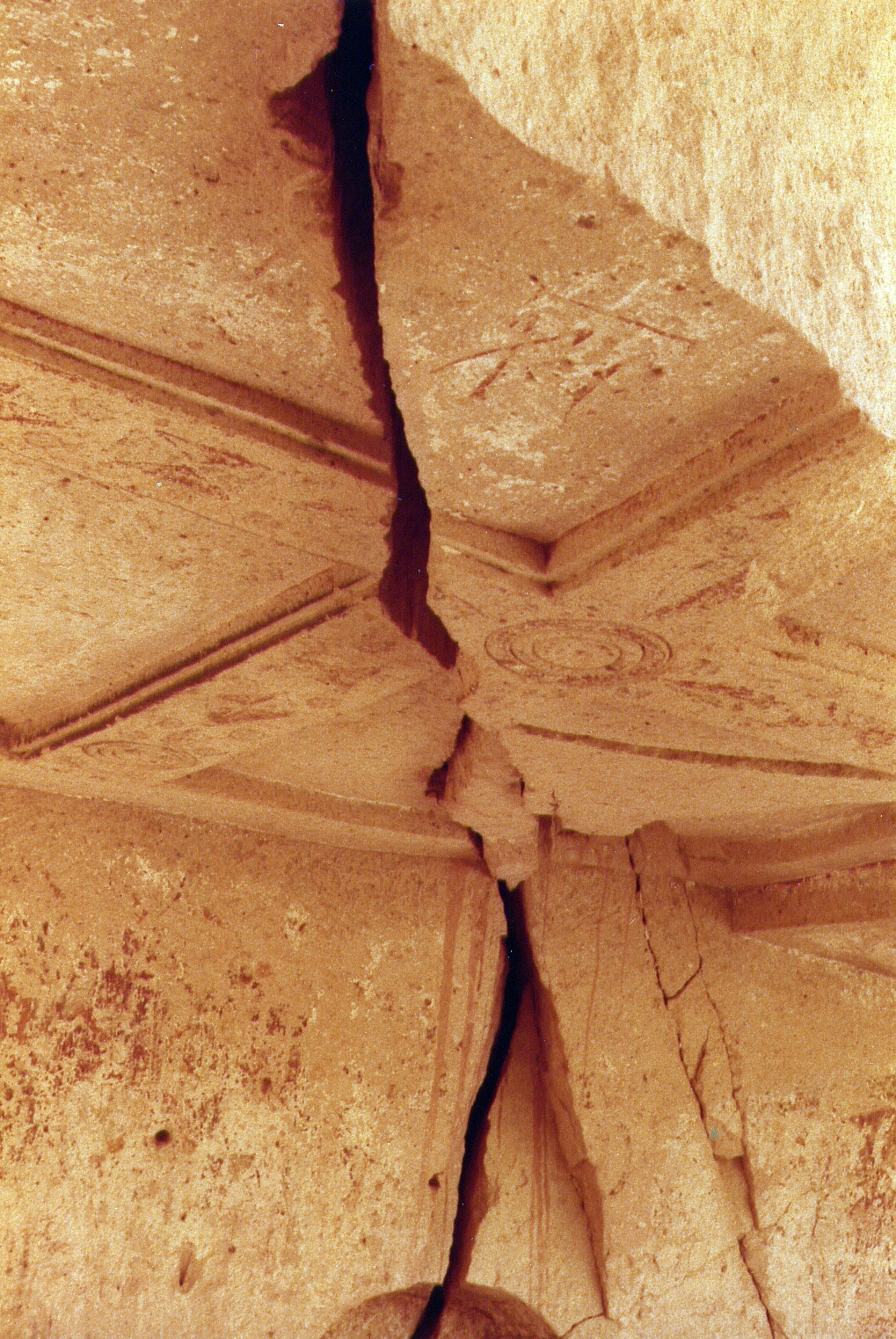
Стіна церкви, пошкоджена землетрусом у Зельві

Незліченна кількість церков у Каппадокії варіюється від одиночних повністю неокрашених приміщень у підземних містах, які можна визначити як релігійні простори лише за наявності вівтарного каменю, через хрестоподібні церкви до тривідної базиліки. Всі вони сформовані візантійською церковною архітектурою. Більшість мають хрестоподібний план, один або кілька куполів, бочкові склепіння або комбінації всіх цих елементів. Ключова відмінність побудованої церковної архітектури полягає в тому, що будівельники не будували споруди і не мали потреби планувати опорні стіни та колони, оскільки їм потрібно було лише вирізати приміщення з існуючої скелі. Тим не менш, вони включали елементи традиційної архітектури, як колони та пілястри, хоча вони насправді не виконували жодної несучої функції. Меблі церков, як вівтарі, лави, шрифти для хрещення, хорова сидіння та хорова ширма, також у більшості випадків були вирізані зі скелі. Зовні церкви часто видно здалеку завдяки фасадам із сліпими аркадами, фронтонами та колонами.
Дизайн картин дозволяє певною мірою визначити дату створення церкви. Хоча прості каплиці у підземних містах нефарбовані, найдавніші церкви над рівнем землі мають прості фігурні фрески. Одним із прикладів є Аджачалті Кілесесі в долині Іхлара, яка, ймовірно, була побудована в VII столітті. Пізніші церкви прикрашають лише звичайні геометричні прикраси, такі як хрестики, зигзагоподібні лінії, маргаритки та розетки, які намальовані на скельних стінах червоною фарбою. Вони датуються VIII та початком IX століть, періодом візантійського іконоборства. Можливо, під арабсько-ісламським впливом усі зображення Ісуса, апостолів та святих були заборонені Левом III як безбожні. У двоповерховій церкві святого Іоанна в Гюльшехірі іконоборчі малюнки ще можна побачити на нижньому рівні.
У дев'ятому столітті іконоборство було закінчено і відтоді церкви прикрашали все складніші фрески. У рамках цього старі церкви були значною мірою перефарбовані, тому відносно мало старих картин збереглося. У багатьох нереставрованих церквах можна побачити старі геометричні візерунки, де відшаровується свіжа штукатурка. У цей період було зроблено все детальніші картини, що дозволяє оцінити вік. Зрозуміло, що для художників існували шаблонні колекції, за допомогою яких обриси картин були замальовані, а потім остаточно намальовані. Серед найпоширеніших картин були сцени з життя Ісуса, як Різдво Христове, хрещення Івана Хрестителя, чудеса, остання вечеря, розп'яття, причастя та воскресіння.
Багато фресок були сильно пошкоджені кинутими камінням, особливо очі фігури. Це результат пізнішого ісламського аніконізму. З 1980-х років багато церков ретельно реставрували.

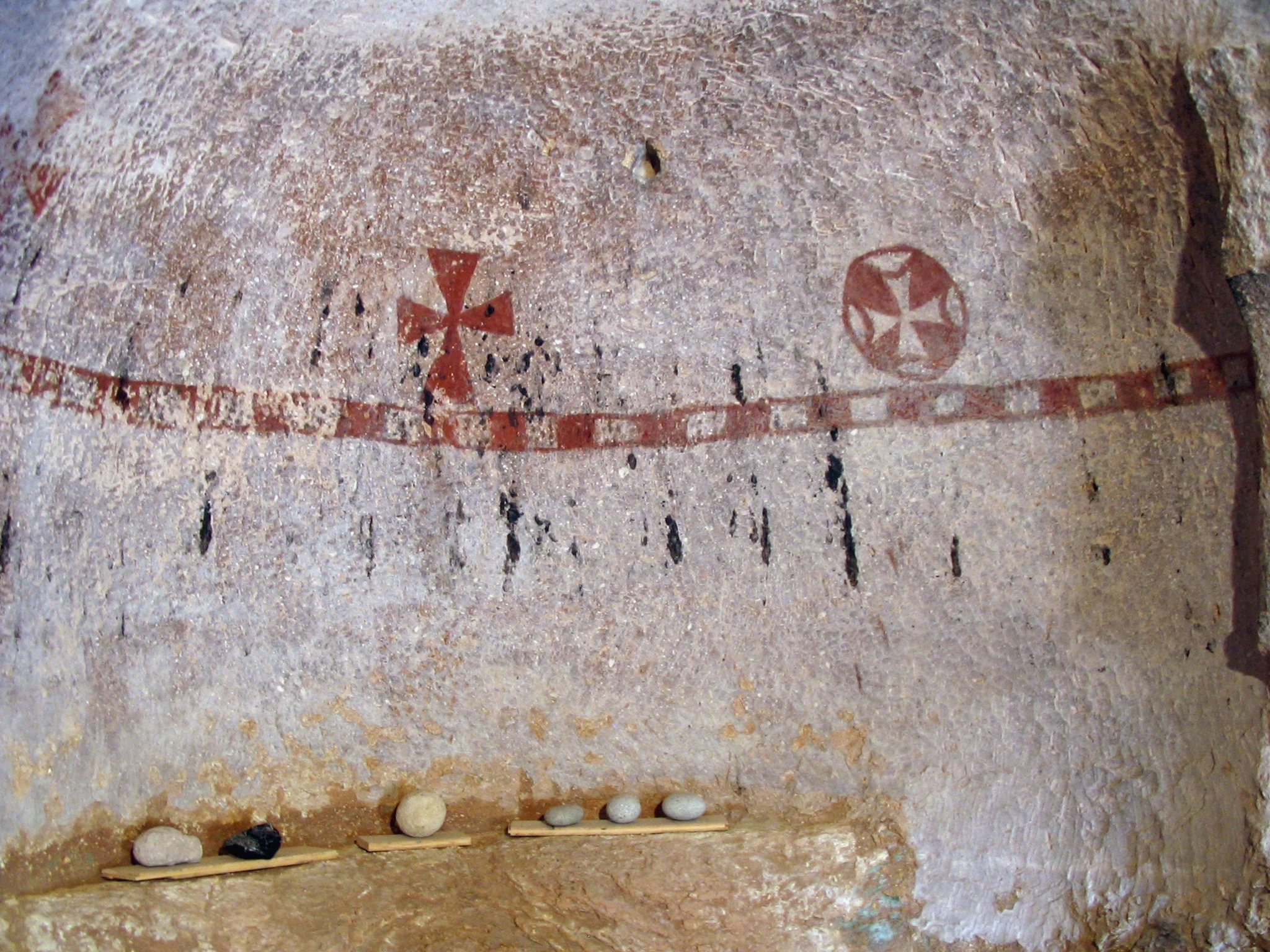
Старіші картини в церкві Святого Іоанна, Ґюльшехір
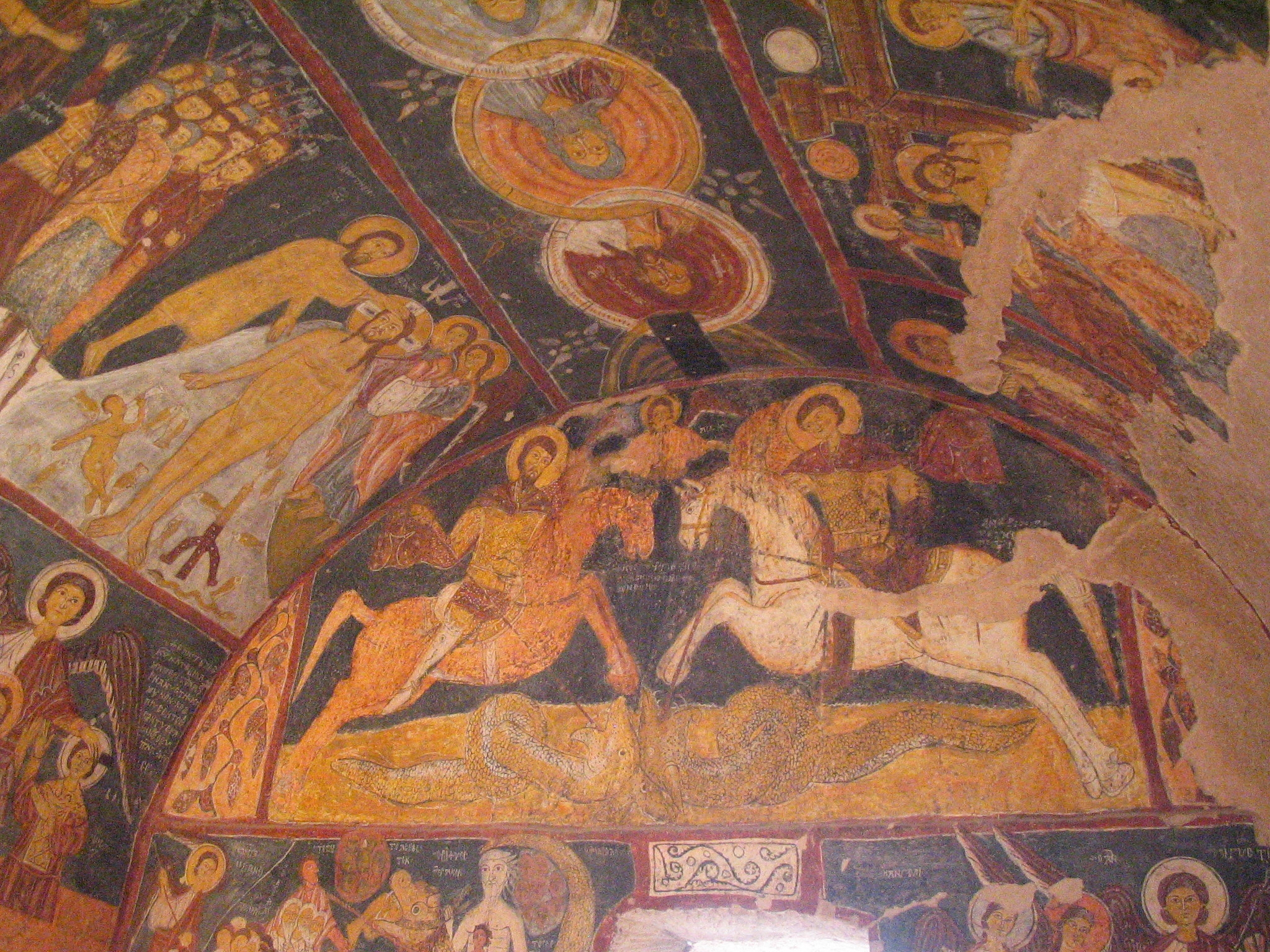
Пізніші фрески в церкві Святого Іоанна, в Ґюлшехірі, датовані написом до 1212 року
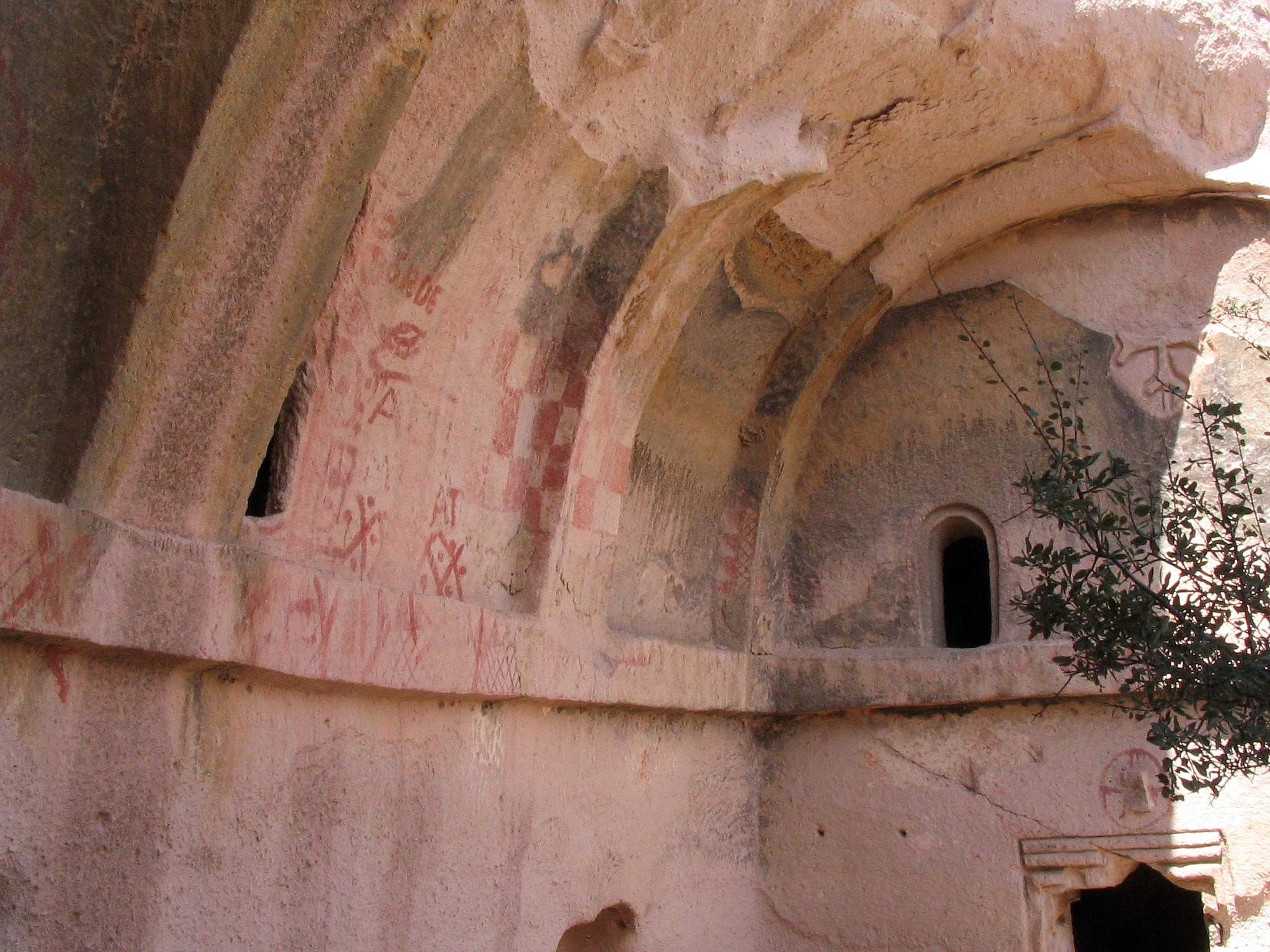
Іконоборчі картини в церкві в Ачіксараї
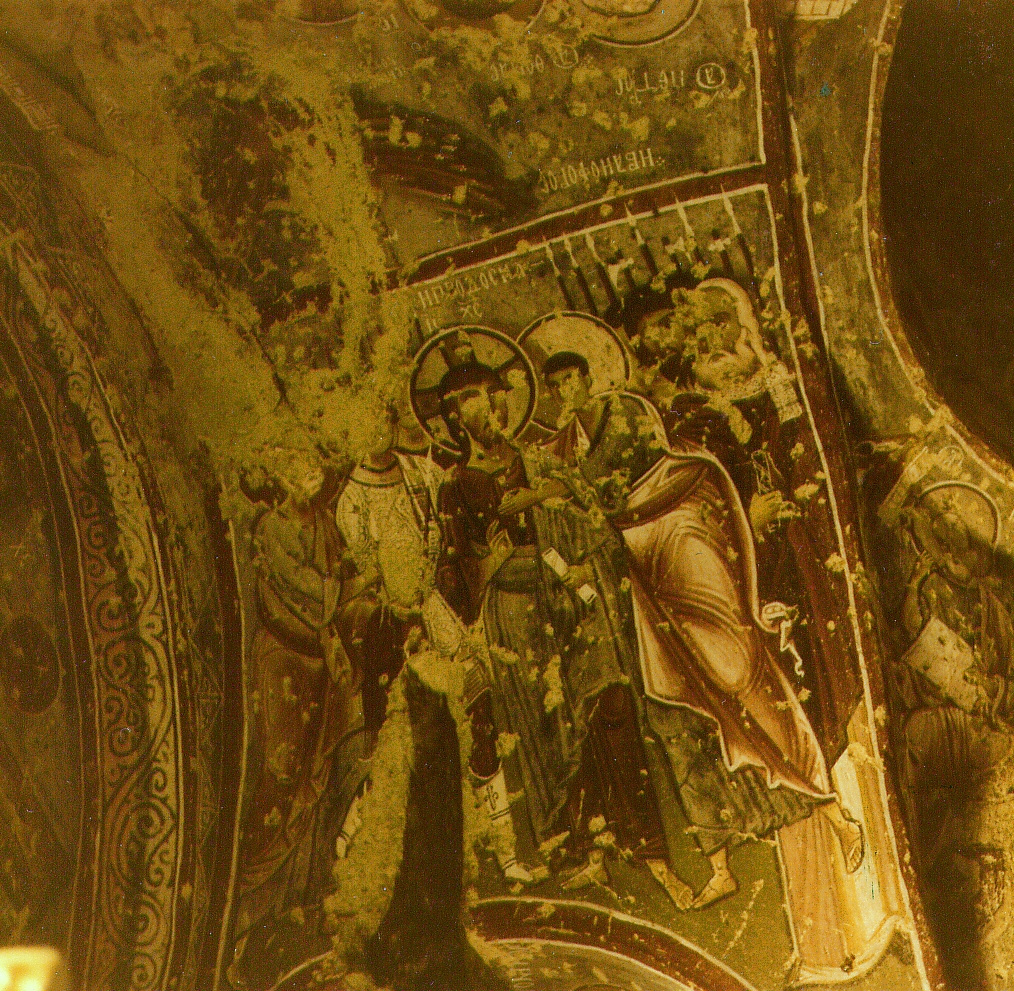
Фрески в Кілісесі Каранлик в Геремі з початку дванадцятого століття

## Історія досліджень
Перші описи архітектури Каппадокії знаходяться у Анабасіс Ксенофонта 402 р. до н. е. У XIII столітті візантійський автор Теодор Скутаріот згадує про зручні температури туфських печер, які були відносно теплими через холодну анатолійську зиму і приємно прохолодні у спекотні літні місяці. У 1906 році німецький учений Ганс Ротт відвідав Каппадокію і написав про це у своїй книзі Kleinasiatische Denkmäler. У той самий період Гійом де Єрфаніон поїхав до регіону і написав перші академічні роботи про скеляні церкви та їх картини.
Систематичне дослідження споруд було вперше розпочато у 1960-х роках, коли останні жителі покинули кам'яні будинки. Марселл Рестле провів дослідження на місці в 1960-х роках і опублікував великі дослідження архітектури церков, побудованих з каменю, і картин скельних різаних церков. Лін Родлі досліджував монастирські комплекси у 1980-х роках. У 90-х роках німецький етнолог Андус Емге працював над розробкою традиційних житлових споруд у каппадокійському місті Гереме.